# Set
Set je v staroegipčanski mitologiji bog vojne in teme.
Je Ozirisov brat in morilec. Upodobljen je kot bojevnik z živalsko glavo, zakrivljenim kljunom in dolgimi porezanimi ušesi. Ima veliko vlogo v mitu o stvarjenju sveta. 